# José Luis Gallegos

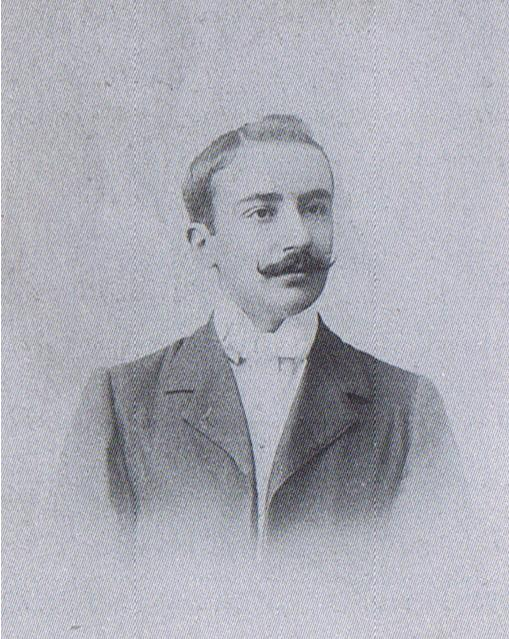
José Luis Gallegos, segundo presidente del Sevilla Football Club.

José Luis Gallegos Arnosa nació en Jerez de la Frontera. Inscribió al Sevilla Fútbol Club en el Registro Civil de la provincia hispalense en 1905, siendo el segundo presidente de la entidad, que fue fundada en 1890.

"Todos los hombres de cualquier nivel social, ideas religiosas o políticas tendrán aquí cabida"
José Luis Gallegos Arnosa, Discurso tras la fundación del club, 15 octubre 1905

## Su vida en Sevilla
Tras estudiar en Inglaterra, donde tomó contacto con el fútbol, regresa a Sevilla alrededor del año 1903 y se establece como consignatario de buques y agente de aduanas.
En el Puerto de Sevilla hace amistad con un inglés, Adam Wood, capitán del Vapor Cordova, un barco que hacía el trayecto Sevilla - Londres transportando naranjas amargas para la elaboración de mermelada.
Adam Wood era también aficionado al fútbol y practicaba este deporte como miembro del Sevilla FC en un campo situado detrás de la fábrica de vidrios de la Trinidad (Sevilla), junto a los hermanos Welton, Isaías White, Mackenzie, y Charles Langdon (hijo de John Sidney Langdon, linier en aquellos primeros partidos entre el Huelva Recreation Club y el Sevilla Fútbol Club en 1890).
De esta manera José Luis Gallegos tomó contacto con los pioneros que jugaron a este deporte en la última década del XIX en Sevilla. Pronto otros jóvenes; como Merry (jerezano al igual que José Luis Gallegos), los hermanos Zapata, Angel Leániz o Manuel Jiménez León; se unieron a estos entrenamientos.

## Fundación del Sevilla Football Club

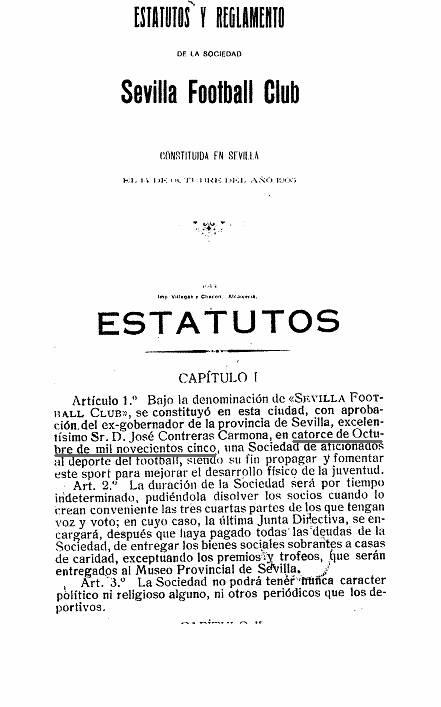
Estatutos del Sevilla Football Club.

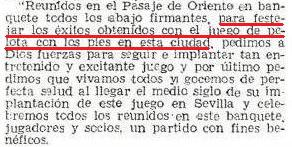
Entrevista a Luis de Ybarra.

Tras ser fundado el 25 de enero de 1890, el Sevilla Football Club (actual Sevilla Fútbol Club S. A. D.) se registró el 14 de octubre de 1905 , tras la aprobación de los estatutos por parte del gobernador civil José Contreras Carmona. En dichos estatutos consta como presidente José Luis Gallegos Arnosa; como secretario y tesorero Manuel Jiménez de León; y como vocales Juan Mejías, Samuel Harmich, Manuel Zapata Castañeda y Charles Landong.
El 15 de octubre de 1905 se festejó la inscripción registral del Sevilla Fútbol Club en el pasaje de Oriente (Sevilla). Luis de Ybarra dejó constancia de este acto en una entrevista en 1955 con motivo del 50.º aniversario de la inscripción registral del Sevilla Football Club.
En dicha entrevista podemos leer: "...los abajo firmantes, para festejar los éxitos obtenidos con el juego de pelota con los pies en esta ciudad...".

## Presidente del Sevilla Football Club
Le acompañaron en su gestión inicial Manuel Jiménez de León, Juan Mejias, Samuel Harmet, Manuel Zapata Castañeda y Charles Langdon. La secretaría se encontraba en la calle Teodosio, n.º 14. 
En 1907 se produjeron algunos cambios en los directivos, permaneciendo únicamente Manuel Zapata  y sumándose los nuevos Tiburcio Alba (padre de Francisco Javier Alba y Alarcón), Adolfo Bernal, Carlos García Martínez, Manuel Valdés y Enrique Lacave. 
En 1909 la secretaría es trasladada a la calle Alhondiga, n.º 67 y entra también como nuevo directivo José María Miró Trepat.
José Luis Gallegos tuvo un segundo mandato en el Sevilla Fútbol Club, desde del 11 de octubre de 1913 a enero de 1914.
| Predecesor: Edward Farquharson Johnston | Presidentes del Sevilla FC 14/10/1905 a 25/10/1909 | Sucesor: Carlos García Martínez |